# 官马水库
官马水库是中国吉林省吉林市磐石市境内的一座水库，位于辉发河支流呼兰河上，建于1973年。水库正常库容为734万立方米，集雨面积为71平方千米，海拔为347.03米。